# Vtoraja Gruppa A 1966
L'edizione 1966 della Vtoraja Gruppa A fu la 27ª della seconda serie del campionato sovietico di calcio e vide la vittoria finale dello Zarja.

## Stagione

### Novità
Il campionato fu esteso da 32 a 53 squadre. Non essendoci state retrocessioni dalla Pervaja Gruppa A 1965, le promosse Ararat e Qaýrat furono sostituite da Baltika, Dinamo Batumi, Dinamo Kirovobad, Dinamo Stavropol', Rubin Kazan', Širak Leninakan, Spartak-Nal'čik, SKA Kiev, SKA Leopoli, Sokol Saratov, Sudostroitel Nikolaev, Tavrija Sinferopoli, Zvevda Kirovohrad, Irtyš Omsk, Kuzbass Kemerovo, Luč Vladivostok, Neftyanik Fergana, SKA Chabarovsk,  Stroitel' Ufa, Temp Barnaul, Torpedo Tomsk, Vostok Ust'-Kamenogorsk e Zvezda Perm, tutte provenienti dalla Klass B 1965 come neopromosse o ripescate.

### Formula
Le cinquantatré squadre furono divise in tre gironi, il primo composto da 17 squadre, gli altri due costituiti da 18 squadre. In tutti e tre i gironi le squadre si incontravano in gare di andata e ritorno per un totale 34 incontri per squadra (32 nel primo girone); il sistema prevedeva due punti per la vittoria, uno per il pareggio e zero per la sconfitta.
Nella seconda fase le prime classificate dei tre gironi disputavano un girone promozione con gare di andata e ritorno per un totale 4 incontri per squadra; il sistema prevedeva due punti per la vittoria, uno per il pareggio e zero per la sconfitta. Veniva promossa in Pervaja Gruppa A la vincitrice del girone promozione.
Le squadre piazzate al secondo disputavano il girone per le posizioni dalla quarta alla sesta con gare di andata e ritorno per un totale di 4 incontri per squadra; non erano previste retrocessioni.

## Prima fase

### Gruppo 1

#### Squadre partecipanti
| Squadra             | Repubblica    | Città          | Stagione precedente |
| ------------------- | ------------- | -------------- | --- |
| Baltika             | RSFS Russa    | Kaliningrad    | 2º nel girone 1 russo di Klass B, 2º nel girone semifinale di Kaliningrad, ripescato                                      |
| Daugava Rīga        | RSS Lettone   | Riga           | 8° nel Gruppo 2 di Vtoraja Gruppa A, 15º posto finale                                                                     |
| Dinamo Batumi       | RSS Georgiana | Batumi         | 10º nel girone 4 russo di Klass B, ripescato                                                                              |
| Dinamo Kirovobad    | RSS Azera     | Kirovobad      | 3º nel girone 4 russo di Klass B, 2º nel girone semifinale di Kirovobad, 1º nel girone finale delle Repubbliche, promosso |
| Dinamo Stavropol'   | RSFS Russa    | Stavropol'     | 17º nel girone 4 russo di Klass B, ripescato                                                                              |
| Dünamo Tallinn      | RSS Estone    | Tallinn        | 16° nel Gruppo 1 di Vtoraja Gruppa A, 31º posto finale                                                                    |
| Kuban'              | RSFS Russa    | Krasnodar      | 12° nel Gruppo 2 di Vtoraja Gruppa A, 25º posto finale                                                                    |
| Lokomotiv Tbilisi   | RSS Georgiana | Tbilisi        | 15° nel Gruppo 1 di Vtoraja Gruppa A, 26º posto finale                                                                    |
| Rostsel'maš         | RSFS Russa    | Rostov sul Don | 15° nel Gruppo 2 di Vtoraja Gruppa A, 32º posto finale                                                                    |
| Rubin               | RSFS Russa    | Kazan'         | 2º nel girone 2 russo di Klass B, 1º nel girone semifinale di Kaliningrad, 2º nel girone finale russo, promosso           |
| Širak Leninakan     | RSS Armena    | Leninakan      | 6º nel girone 5 russo di Klass B, ripescato                                                                               |
| Spartak Nal'čik     | RSFS Russa    | Nal'čik        | 1º nel girone 4 russo di Klass B, 1º nel girone semifinale di Nal'čik, 1º nel girone finale russo, promosso               |
| Spartak Homel'      | RSS Georgiana | Homel'         | 12° nel Gruppo 1 di Vtoraja Gruppa A, 24º posto finale                                                                    |
| Tekstilščik Ivanovo | RSFS Russa    | Ivanovo        | 1° nel Gruppo 1 di Vtoraja Gruppa A, 4º posto finale                                                                      |
| Terek Groznyj       | RSFS Russa    | Groznyj        | 7° nel Gruppo 1 di Vtoraja Gruppa A, 13º posto finale                                                                     |
| Traktor Volgograd   | RSFS Russa    | Volgograd      | 11° nel Gruppo 1 di Vtoraja Gruppa A, 18º posto finale                                                                    |
| Žalgiris            | RSS Lituana   | Vilnius        | 3° nel Gruppo 2 di Vtoraja Gruppa A, 10º posto finale                                                                     |

#### Classifica finale
|     | Pos. | Squadra             | Pt | G  | V  | N  | P  | GF | GS | DR  |
| --- | ---- | ------------------- | -- | -- | -- | -- | -- | -- | -- | --- |
| 1-3 | 1.   | Žalgiris            | 43 | 32 | 18 | 7  | 7  | 45 | 23 | +22 |
| 4-6 | 2.   | Tekstilščik Ivanovo | 41 | 32 | 13 | 15 | 4  | 52 | 26 | +26 |
|     | 3.   | Kuban'              | 39 | 32 | 15 | 9  | 8  | 46 | 19 | +27 |
|     | 4.   | Dinamo Kirovobad    | 39 | 32 | 12 | 15 | 5  | 35 | 17 | +18 |
|     | 5.   | Rubin               | 39 | 32 | 15 | 9  | 8  | 32 | 23 | +9  |
|     | 6.   | Daugava Rīga        | 36 | 32 | 13 | 10 | 9  | 43 | 32 | +11 |
|     | 7.   | Lokomotiv Tbilisi   | 36 | 32 | 12 | 12 | 8  | 43 | 38 | +5  |
|     | 8.   | Terek Groznyj       | 33 | 32 | 11 | 11 | 10 | 26 | 28 | -2  |
|     | 9.   | Dinamo Batumi       | 32 | 32 | 12 | 8  | 12 | 35 | 36 | -1  |
|     | 10.  | Spartak Nal'čik     | 32 | 32 | 12 | 8  | 12 | 26 | 33 | -7  |
|     | 11.  | Rostsel'maš         | 29 | 32 | 8  | 13 | 11 | 37 | 42 | -5  |
|     | 12.  | Traktor Volgograd   | 29 | 32 | 10 | 9  | 13 | 31 | 37 | -6  |
|     | 13.  | Dinamo Stavropol'   | 27 | 32 | 8  | 11 | 13 | 24 | 32 | -8  |
|     | 14.  | Baltika             | 26 | 32 | 8  | 10 | 14 | 20 | 32 | -12 |
|     | 15.  | Spartak Homel'      | 26 | 32 | 7  | 12 | 13 | 16 | 29 | -13 |
|     | 16.  | Širak Leninakan     | 22 | 32 | 7  | 8  | 17 | 25 | 55 | -30 |
|     | 17.  | Dünamo Tallinn      | 15 | 32 | 4  | 7  | 21 | 16 | 50 | -34 |

#### Verdetti
Ammessa al Girone per i posti 1-3.

      Ammessa al Girone per i posti 4-6.

#### Risultati
|                     | ŽaV  | TeI  | KuK  | DiK  | RuK  | DiK  | DaR  | LoT  | TeG  | DiB  | SpN  | Ros  | TrV  | DiS  | BaK  | ŠiL  | DTa  |
| ------------------- | ---- | ---- | ---- | ---- | ---- | ---- | ---- | ---- | ---- | ---- | ---- | ---- | ---- | ---- | ---- | ---- | ---- |
| Žalgiris Vilnius    | –––– | 1-0  | 0-0  | 1-0  | 1-0  | 0-0  | 2-0  | 2-1  | 0-1  | 1-1  | 4-0  | 2-1  | 3-0  | 1-0  | 4-0  | 2-0  | 3-2  |
| Tekstilščik Ivanovo | 2-3  | –––– | 2-0  | 2-2  | 1-0  | 2-0  | 3-3  | 0-0  | 0-0  | 1-0  | 2-3  | 5-0  | 4-1  | 0-0  | 0-0  | 5-1  | 0-0  |
| Kuban'              | 2-0  | 1-1  | –––– | 0-1  | 2-0  | 4-0  | 1-1  | 0-0  | 3-1  | 3-0  | 1-1  | 2-0  | 0-0  | 1-0  | 3-0  | 8-0  | 2-0  |
| Dinamo Kirovobad    | 0-0  | 1-1  | 0-1  | –––– | 0-0  | 1-0  | 2-3  | 0-2  | 3-1  | 3-1  | 4-0  | 1-0  | 1-1  | 1-1  | 3-0  | 4-0  | 1-0  |
| Rubin Kazan'        | 2-3  | 1-1  | 3-0  | 1-0  | –––– | 1-0  | 1-1  | 1-1  | 0-2  | 1-1  | 0-0  | 0-0  | 1-0  | 0-1  | 2-1  | 3-0  | 0-0  |
| Daugava Rīga        | 4-1  | 1-1  | 0-2  | 0-2  | 1-2  | –––– | 6-1  | 3-1  | 4-1  | 2-0  | 3-0  | 1-0  | 0-1  | 3-0  | 0-0  | 3-2  | 0-0  |
| Lokomotiv Tbilisi   | 2-1  | 0-1  | 3-0  | 0-0  | 3-1  | 2-2  | –––– | 2-2  | 2-1  | 1-0  | 2-0  | 0-0  | 1-0  | 2-3  | 0-0  | 4-0  | 1-1  |
| Terek Groznyj       | 0-3  | 0-0  | 2-1  | 0-0  | 0-1  | 1-1  | 0-1  | –––– | 0-0  | 2-0  | 1-3  | 1-1  | 3-1  | 2-0  | 0-2  | 1-0  | 1-0  |
| Dinamo Batumi       | 1-1  | 0-1  | 1-0  | 1-1  | 0-0  | 2-0  | 3-2  | 1-0  | –––– | 0-2  | 2-1  | 5-0  | 0-1  | 3-3  | 2-1  | 2-0  | 3-0  |
| Spartak-Nal'čik     | 1-2  | 2-1  | 0-4  | 0-0  | 1-2  | 0-1  | 2-1  | 1-0  | 1-0  | –––– | 1-1  | 2-1  | 1-0  | 1-0  | 1-0  | 1-0  | 2-1  |
| Rostsel'maš         | 0-1  | 2-2  | 0-0  | 0-0  | 1-2  | 2-2  | 0-2  | 0-0  | 4-1  | 2-2  | –––– | 0-1  | 1-0  | 3-1  | 2-1  | 2-0  | 5-0  |
| Traktor Volgograd   | 0-0  | 2-3  | 0-1  | 0-0  | 2-0  | 2-2  | 3-0  | 3-0  | 0-0  | 0-1  | 1-1  | –––– | 2-1  | 0-1  | 2-1  | 3-1  | 2-0  |
| Dinamo Stavropol'   | 1-0  | 1-1  | 0-3  | 0-0  | 0-1  | 0-0  | 1-1  | 0-1  | 0-1  | 2-1  | 2-0  | 0-0  | –––– | 3-0  | 0-0  | 0-0  | 4-0  |
| Baltika             | 0-0  | 0-2  | 1-0  | 0-0  | 0-1  | 0-1  | 1-1  | 0-1  | 0-0  | 0-0  | 1-0  | 2-0  | 1-2  | –––– | 1-0  | 1-1  | 2-1  |
| Spartak Homel'      | 1-0  | 0-2  | 0-0  | 0-0  | 0-1  | 0-1  | 0-0  | 0-0  | 1-0  | 0-0  | 1-1  | 2-1  | 1-1  | 1-0  | –––– | 0-0  | 2-0  |
| Širak Leninakan     | 1-0  | 1-1  | 1-1  | 1-2  | 0-3  | 1-1  | 0-1  | 1-2  | 2-0  | 1-0  | 1-1  | 1-2  | 1-1  | 1-0  | 2-0  | –––– | 3-0  |
| Dünamo Tallinn      | 0-3  | 0-5  | 1-0  | 0-2  | 0-1  | 0-1  | 1-0  | 0-1  | 3-0  | 0-0  | 1-1  | 1-2  | 3-0  | 0-0  | 0-1  | 1-2  | –––– |

### Gruppo 2

#### Squadre partecipanti
| Squadra                | Repubblica  | Città           | Stagione precedente                                                                                         |
| ---------------------- | ----------- | --------------- | --- |
| Avangard Charkiv       | RSS Ucraina | Charkiv         | 3° nel Gruppo 1 di Vtoraja Gruppa A, 3º posto finale                                                        |
| Avintul Chișinău       | RSS Moldava | Chișinău        | 5° nel Gruppo 1 di Vtoraja Gruppa A, 14º posto finale                                                       |
| Dinamo Leningrado      | RSFS Russa  | Leningrado      | 9° nel Gruppo 2 di Vtoraja Gruppa A, 20º posto finale                                                       |
| Dnepr                  | RSS Ucraina | Dnipropetrovs'k | 5° nel Gruppo 2 di Vtoraja Gruppa A, 8º posto finale                                                        |
| Karpaty                | RSS Ucraina | Leopoli         | 7° nel Gruppo 2 di Vtoraja Gruppa A, 9º posto finale                                                        |
| Lokomotyv Vinnycja     | RSS Ucraina | Vinnycja        | 9° nel Gruppo 1 di Vtoraja Gruppa A, 21º posto finale                                                       |
| Metalurh Zaporižžja    | RSS Ucraina | Zaporižžja      | 14° nel Gruppo 1 di Vtoraja Gruppa A, 28º posto finale                                                      |
| Šinnik                 | RSFS Russa  | Jaroslavl'      | 1° nel Gruppo 2 di Vtoraja Gruppa A, 5º posto finale                                                        |
| SKA Kiev               | RSS Ucraina | Kiev            | 1º nel girone 1 ucraino di Klass B, 2º nel girone finale ucraino, promosso                                  |
| SKA Leopoli            | RSS Ucraina | Leopoli         | 1º nel girone 2 ucraino di Klass B, 1º nel girone finale ucraino, promosso                                  |
| Sokol Saratov          | RSFS Russa  | Saratov         | 1º nel girone 3 russo di Klass B, 1º nel girone semifinale di Saratov, 3º nel girone finale russo, promosso |
| Sudostroitel' Mykolaïv | RSS Ucraina | Mykolaïv        | 5º nel girone 3 ucraino di Klass B, 13º nel girone finale ucraino, ripescato                                |
| Tavrija                | RSS Ucraina | Sinferopoli     | 1º nel girone 3 ucraino di Klass B, 4º nel girone finale ucraino, ripescato                                 |
| Trud Voronež           | RSFS Russa  | Voronež         | 10° nel Gruppo 1 di Vtoraja Gruppa A, 22º posto finale                                                      |
| Volga Gor'kij          | RSFS Russa  | Gorkij          | 6° nel Gruppo 1 di Vtoraja Gruppa A, 11º posto finale                                                       |
| Volga Kalinin          | RSFS Russa  | Kalinin         | 14° nel Gruppo 2 di Vtoraja Gruppa A, 30º posto finale                                                      |
| Zarja                  | RSS Ucraina | Luhans'k        | 2° nel Gruppo 2 di Vtoraja Gruppa A, 7º posto finale                                                        |
| Zvezda Kirovohrad      | RSS Ucraina | Kirovohrad      | 3º nel girone 2 ucraino di Klass B, 7º nel girone finale ucraino, ripescato                                 |

#### Classifica finale
|     | Pos. | Squadra                | Pt | G  | V  | N  | P  | GF | GS | DR  |
| --- | ---- | ---------------------- | -- | -- | -- | -- | -- | -- | -- | --- |
| 1-3 | 1.   | Zarja                  | 44 | 34 | 16 | 12 | 6  | 33 | 15 | +18 |
| 4-6 | 2.   | SKA Kiev               | 41 | 34 | 17 | 7  | 10 | 42 | 36 | +6  |
|     | 3.   | SKA Leopoli            | 40 | 34 | 15 | 10 | 9  | 44 | 29 | +15 |
|     | 4.   | Lokomotyv Vinnycja     | 39 | 34 | 13 | 13 | 8  | 34 | 30 | +4  |
|     | 5.   | Dinamo Leningrado      | 38 | 34 | 15 | 8  | 11 | 40 | 32 | +8  |
|     | 6.   | Trud Voronež           | 37 | 34 | 13 | 11 | 10 | 31 | 31 | +0  |
|     | 7.   | Metalurh Zaporižžja    | 36 | 34 | 12 | 12 | 10 | 35 | 28 | +7  |
|     | 8.   | Dnepr                  | 34 | 34 | 11 | 12 | 11 | 33 | 27 | +6  |
|     | 9.   | Sokol Saratov          | 33 | 34 | 11 | 11 | 12 | 25 | 30 | -5  |
|     | 10.  | Avangard Charkiv       | 32 | 34 | 6  | 20 | 8  | 22 | 23 | -1  |
|     | 11.  | Volga Kalinin          | 32 | 34 | 11 | 10 | 13 | 32 | 46 | -14 |
|     | 12.  | Tavrija                | 31 | 34 | 10 | 11 | 13 | 29 | 33 | -4  |
|     | 13.  | Avintul Chișinău       | 31 | 34 | 8  | 15 | 11 | 23 | 29 | -6  |
|     | 14.  | Karpaty                | 30 | 34 | 8  | 14 | 12 | 23 | 23 | +0  |
|     | 15.  | Sudostroitel' Mykolaïv | 30 | 34 | 8  | 14 | 12 | 27 | 31 | -4  |
|     | 16.  | Šinnik                 | 30 | 34 | 7  | 16 | 11 | 36 | 42 | -6  |
|     | 17.  | Volga Gor'kij          | 29 | 34 | 7  | 15 | 12 | 21 | 26 | -5  |
|     | 18.  | Zvezda Kirovohrad      | 25 | 34 | 5  | 15 | 14 | 18 | 37 | -19 |

#### Verdetti
Ammessa al Girone per i posti 1-3.

      Ammessa al Girone per i posti 4-6.

#### Risultati
|                       | Zar  | SKK  | SKL  | LoV  | DiL  | TrV  | MeZ  | Dne  | SoS  | AvC  | VoG  | TaS  | AvK  | Kar  | SuN  | Šin  | VoK  | ZvK  |
| --------------------- | ---- | ---- | ---- | ---- | ---- | ---- | ---- | ---- | ---- | ---- | ---- | ---- | ---- | ---- | ---- | ---- | ---- | ---- |
| Zarja                 | –––– | 1-0  | 1-0  | 4-0  | 1-0  | 1-0  | 1-0  | 0-0  | 0-0  | 0-1  | 0-0  | 1-2  | 0-0  | 1-0  | 2-0  | 1-0  | 1-0  | 3-0  |
| SKA Kiev              | 3-0  | –––– | 0-2  | 3-1  | 2-1  | 0-0  | 1-1  | 2-0  | 3-1  | 1-0  | 2-2  | 1-1  | 3-0  | 1-1  | 1-0  | 1-0  | 0-0  | 3-1  |
| SKA Leopoli           | 1-0  | 0-0  | –––– | 0-0  | 3-0  | 5-0  | 1-1  | 1-0  | 3-0  | 1-0  | 2-0  | 0-2  | 2-1  | 1-0  | 0-0  | 1-1  | 4-1  | 3-1  |
| Lokomotyv Vinnycja    | 1-0  | 3-0  | 0-0  | –––– | 0-0  | 2-1  | 2-1  | 2-1  | 1-1  | 0-0  | 3-1  | 2-1  | 0-0  | 1-0  | 1-1  | 4-1  | 1-1  | 1-0  |
| Dinamo Leningrado     | 1-0  | 3-2  | 2-1  | 3-0  | –––– | 0-1  | 0-0  | 0-0  | 0-3  | 2-0  | 5-0  | 2-1  | 0-0  | 1-0  | 2-0  | 1-2  | 1-0  | 3-0  |
| Trud Voronež          | 0-3  | 1-0  | 1-1  | 1-1  | 2-1  | –––– | 2-1  | 1-2  | 1-0  | 1-1  | 4-0  | 2-1  | 3-1  | 2-0  | 1-0  | 0-2  | 0-0  | 0-0  |
| Metalurh Zaporižžja   | 0-2  | 0-1  | 2-0  | 0-1  | 1-4  | 1-0  | –––– | 0-0  | 5-0  | 1-1  | 3-1  | 1-0  | 0-0  | 1-0  | 0-0  | 4-1  | 1-0  | 2-0  |
| Dnepr                 | 1-1  | 2-3  | 3-1  | 1-0  | 4-0  | 2-0  | 1-1  | –––– | 2-0  | 1-0  | 1-0  | 2-2  | 0-0  | 0-0  | 0-2  | 3-1  | 3-0  | 0-0  |
| Sokol Saratov         | 0-0  | 2-3  | 1-0  | 0-0  | 3-0  | 0-2  | 1-2  | 2-1  | –––– | 0-2  | 1-0  | 0-0  | 0-0  | 0-0  | 0-1  | 0-0  | 2-0  | 0-1  |
| Avangard Charkiv      | 0-0  | 0-1  | 1-0  | 3-1  | 1-1  | 0-0  | 1-1  | 1-1  | 0-1  | –––– | 0-1  | 0-0  | 0-1  | 0-0  | 0-0  | 2-2  | 1-1  | 1-0  |
| Volga Gor'kij         | 1-3  | 3-0  | 3-3  | 1-0  | 0-0  | 1-1  | 2-0  | 1-0  | 0-1  | 0-0  | –––– | 3-1  | 3-2  | 0-0  | 2-1  | 1-1  | 1-0  | 0-0  |
| Tavrija Sinferopoli   | 1-2  | 0-1  | 0-1  | 1-1  | 0-1  | 0-0  | 1-0  | 1-0  | 0-2  | 1-1  | 2-0  | –––– | 0-0  | 0-0  | 2-1  | 2-2  | 1-0  | 2-2  |
| Avintul Chișinău      | 0-0  | 3-0  | 0-2  | 1-0  | 0-1  | 0-1  | 1-1  | 0-1  | 1-1  | 1-2  | 1-0  | 1-0  | –––– | 1-1  | 3-1  | 0-0  | 0-0  | 2-1  |
| Karpaty               | 1-2  | 2-3  | 1-0  | 0-1  | 2-1  | 0-0  | 1-0  | 2-0  | 0-1  | 0-0  | 2-1  | 0-1  | 3-0  | –––– | 1-1  | 4-2  | 0-0  | 2-0  |
| Sudostroitel Nikolaev | 1-1  | 2-0  | 3-0  | 0-0  | 2-1  | 1-0  | 0-1  | 1-0  | 0-0  | 1-1  | 1-2  | 1-2  | 1-1  | 0-0  | –––– | 0-1  | 1-1  | 3-0  |
| Šinnik                | 0-0  | 2-0  | 1-1  | 1-3  | 1-1  | 3-0  | 1-1  | 1-1  | 1-2  | 1-1  | 1-0  | 0-1  | 1-1  | 0-0  | 5-1  | –––– | 0-0  | 0-2  |
| Volga Kalinin         | 0-0  | 1-0  | 1-2  | 1-0  | 0-0  | 1-3  | 1-1  | 0-0  | 0-1  | 1-1  | 5-0  | 1-0  | 0-1  | 1-0  | 0-0  | 2-0  | –––– | 2-0  |
| Zvezda Kirovohrad     | 1-1  | 0-1  | 2-2  | 1-1  | 0-2  | 0-0  | 0-1  | 1-0  | 0-0  | 0-0  | 1-1  | 2-0  | 1-0  | 0-0  | 0-0  | 1-1  | 0-0  | –––– |

### Gruppo 3

#### Squadre partecipanti
| Squadra                 | Repubblica   | Città           | Stagione precedente |
| ----------------------- | ------------ | --------------- | --- |
| Alga Frunze             | RSS Kirghisa | Frunze          | 11° nel Gruppo 2 di Vtoraja Gruppa A, 17º posto finale                                                                     |
| Energetik Dušanbe       | RSS Tagika   | Dušanbe         | 13° nel Gruppo 1 di Vtoraja Gruppa A, 29º posto finale                                                                     |
| Irtyš Omsk              | RSFS Russa   | Omsk            | 1º nel girone 5 russo di Klass B, 2º nel girone semifinale di Nal'čik, ripescato                                           |
| Kuzbass Kemerovo        | RSFS Russa   | Barnaul         | 11º nel girone 6 russo di Klass B, ripescato                                                                               |
| Lokomotiv Čeljabinsk    | RSFS Russa   | Čeljabinsk      | 8° nel Gruppo 1 di Vtoraja Gruppa A, 16º posto finale                                                                      |
| Luč Vladivostok         | RSFS Russa   | Vladivostok     | 1º nel girone 6 russo di Klass B, 3º nel girone semifinale di Kaliningrad, ripescato                                       |
| Neftyanik Fergana       | RSS Uzbeka   | Perm'           | 8º nel girone 2 russo di Klass B, 2º nel girone semifinale di Kirovobad, 4º nel girone finale delle repubbliche, ripescato |
| Politotdel              | RSS Uzbeka   | Tashkent        | 13° nel Gruppo 2 di Vtoraja Gruppa A, 23º posto finale                                                                     |
| Shahter Qaraǵandy       | RSS Kazaka   | Qarağandı       | 4° nel Gruppo 1 di Vtoraja Gruppa A, 12º posto finale                                                                      |
| SKA-Chabarovsk          | RSFS Russa   | Chabarovsk      | 4º nel girone 6 russo di Klass B, ripescato                                                                                |
| SKA Novosibirsk         | RSFS Russa   | Novosibirsk     | 10° nel Gruppo 2 di Vtoraja Gruppa A, 19º posto finale                                                                     |
| Stroitel' Aşgabat       | RSS Turkmena | Aşgabat         | 16° nel Gruppo 1 di Vtoraja Gruppa A, 27º posto finale                                                                     |
| Stroitel' Ufa           | RSFS Russa   | Ufa             | 3º nel girone 5 russo di Klass B, 1º nel girone semifinale di Armavir, 4º nel girone finale russo, promosso                |
| Temp Barnaul            | RSFS Russa   | Barnaul         | 3º nel girone 6 russo di Klass B, ripescato                                                                                |
| Torpedo Tomsk           | RSFS Russa   | Tomsk           | 2º nel girone 6 russo di Klass B, 2º nel girone semifinale di Nal'čik, ripescato                                           |
| Uralmaš                 | RSFS Russa   | Sverdlovsk      | 2° nel Gruppo 1 di Vtoraja Gruppa A, 6º posto finale                                                                       |
| Vostok Ust'-Kamenogorsk | RSFS Russa   | Ust-Kamenogorsk | 5º nel girone 6 russo di Klass B, 3º nel girone semifinale di Kirovobad, ripescato                                         |
| Zvezda Perm'            | RSFS Russa   | Perm'           | 8º nel girone 2 russo di Klass B, ripescato                                                                                |

#### Classifica finale
|     | Pos. | Squadra                 | Pt | G  | V  | N  | P  | GF | GS | DR  |
| --- | ---- | ----------------------- | -- | -- | -- | -- | -- | -- | -- | --- |
| 1-3 | 1.   | Politotdel              | 43 | 34 | 17 | 9  | 8  | 36 | 26 | +10 |
| 4-6 | 2.   | Shahter Qaraǵandy       | 42 | 34 | 18 | 6  | 10 | 43 | 26 | +17 |
|     | 3.   | Stroitel' Ufa           | 42 | 34 | 13 | 16 | 5  | 40 | 31 | +9  |
|     | 4.   | Alga Frunze             | 38 | 34 | 12 | 14 | 8  | 50 | 32 | +18 |
|     | 5.   | Luč Vladivostok         | 38 | 34 | 16 | 6  | 12 | 40 | 27 | +13 |
|     | 6.   | Uralmaš                 | 38 | 34 | 14 | 10 | 10 | 44 | 33 | +11 |
|     | 7.   | Lokomotiv Čeljabinsk    | 35 | 34 | 12 | 11 | 11 | 35 | 26 | +9  |
|     | 8.   | Stroitel' Aşgabat       | 35 | 34 | 14 | 7  | 13 | 41 | 40 | +1  |
|     | 9.   | Energetik Dušanbe       | 34 | 34 | 10 | 14 | 10 | 39 | 42 | -3  |
|     | 10.  | Temp Barnaul            | 33 | 34 | 12 | 9  | 13 | 37 | 33 | +4  |
|     | 11.  | Kuzbass Kemerovo        | 33 | 34 | 11 | 11 | 12 | 27 | 32 | -5  |
|     | 12.  | SKA-Chabarovsk          | 33 | 34 | 12 | 12 | 12 | 28 | 34 | -6  |
|     | 13.  | SKA Novosibirsk         | 31 | 34 | 11 | 9  | 14 | 23 | 33 | -10 |
|     | 14.  | Torpedo Tomsk           | 30 | 34 | 11 | 8  | 15 | 27 | 35 | -8  |
|     | 15.  | Irtyš Omsk              | 28 | 34 | 9  | 10 | 15 | 26 | 38 | -12 |
|     | 16.  | Zvezda Perm'            | 27 | 34 | 7  | 13 | 14 | 25 | 37 | -12 |
|     | 17.  | Vostok Ust'-Kamenogorsk | 27 | 34 | 11 | 5  | 18 | 35 | 50 | -15 |
|     | 18.  | Neftyanik Fergana       | 25 | 34 | 7  | 11 | 16 | 22 | 43 | -21 |

#### Verdetti
Ammessa al Girone per i posti 1-3.

      Ammessa al Girone per i posti 4-6.

#### Risultati
|                         | Pol  | ŞaQ  | StU  | AlF  | LuV  | Ura  | LoČ  | StA  | EnD  | TeB  | KuK  | SKC  | SKN  | ToT  | IrO  | ZvP  | VUK  | NeF  |
| ----------------------- | ---- | ---- | ---- | ---- | ---- | ---- | ---- | ---- | ---- | ---- | ---- | ---- | ---- | ---- | ---- | ---- | ---- | ---- |
| Politotdel              | –––– | 1-1  | 1-1  | 0-0  | 1-0  | 1-1  | 0-0  | 1-0  | 2-1  | 1-4  | 2-0  | 2-0  | 0-0  | 1-0  | 2-0  | 2-0  | 4-0  | 1-0  |
| Şaxter Qarağandı        | 1-0  | –––– | 0-0  | 0-0  | 0-1  | 1-3  | 1-0  | 2-0  | 0-0  | 3-2  | 3-1  | 2-0  | 2-0  | 1-0  | 2-0  | 0-0  | 0-1  | 5-1  |
| Stroitel' Ufa           | 0-0  | 1-2  | –––– | 1-0  | 1-0  | 3-4  | 0-0  | 1-1  | 3-1  | 1-0  | 1-1  | 1-0  | 3-1  | 1-1  | 0-0  | 3-0  | 2-1  | 2-1  |
| Alga Frunze             | 0-1  | 0-3  | 3-3  | –––– | 3-0  | 0-0  | 1-0  | 3-0  | 3-3  | 2-0  | 0-0  | 0-0  | 4-0  | 1-0  | 5-0  | 2-0  | 3-0  | 0-0  |
| Luč Vladivostok         | 1-0  | 2-0  | 2-0  | 6-0  | –––– | 0-1  | 1-0  | 2-1  | 2-0  | 4-0  | 0-1  | 1-0  | 2-0  | 2-0  | 1-0  | 2-1  | 2-1  | 0-1  |
| Uralmaš                 | 3-1  | 1—2  | 1-1  | 1-1  | 1-0  | –––– | 0-1  | 1-2  | 0-2  | 0-0  | 0-0  | 2-0  | 0-1  | 2-0  | 1-2  | 2-1  | 4-0  | 1-0  |
| Lokomotiv Čeljabinsk    | 1-2  | 1-0  | 4-1  | 0-0  | 4-1  | 2-0  | –––– | 1-2  | 1-1  | 1-0  | 2-0  | 3-0  | 0-0  | 1-2  | 1-1  | 1-1  | 3-0  | 0-1  |
| Stroitel' Aşgabat       | 2-0  | 0-2  | 0-0  | 0-4  | 1-0  | 0-2  | 0-0  | –––– | 2-1  | 2-3  | 4-1  | 6-1  | 1-2  | 0-0  | 1-0  | 2-1  | 2-1  | 4-0  |
| Energetik Dušanbe       | 3-0  | 2-1  | 0-0  | 3-2  | 1-1  | 1-3  | 0-3  | 2-2  | –––– | 1-0  | 1-1  | 2-1  | 0-1  | 2-2  | 1-0  | 0-0  | 0-0  | 3-0  |
| Temp Barnaul            | 2-0  | 4-0  | 3-0  | 0-0  | 2-2  | 1-1  | 0-2  | 2-0  | 3-0  | –––– | 1-3  | 0-0  | 0-1  | 1-0  | 3-1  | 0-0  | 0-1  | 0-0  |
| Kuzbass Kemerovo        | 0-0  | 0-1  | 0-1  | 1-0  | 2-0  | 2-0  | 1-0  | 2-0  | 1-1  | 0-2  | –––– | 0-2  | 0-1  | 1-0  | 2-0  | 2-2  | 1-1  | 0-0  |
| SKA Chabarovsk          | 2-1  | 0-1  | 0-0  | 2-2  | 0-2  | 1-1  | 1-0  | 1-0  | 0-0  | 1-1  | 0-0  | –––– | 1-0  | 2-0  | 1-0  | 0-0  | 2-0  | 1-1  |
| SKA Novosibirsk         | 0-1  | 0-0  | 0-1  | 2-2  | 0-0  | 2-1  | 1-1  | 0-1  | 2-3  | 2-0  | 0-1  | 0-0  | –––– | 1-0  | 1-0  | 1-0  | 2-0  | 1-1  |
| Torpedo Tomsk           | 0-1  | 1-0  | 1-3  | 1-1  | 2-1  | 0-1  | 1-2  | 0-0  | 2-1  | 2-0  | 1-0  | 1-4  | 2-0  | –––– | 1-0  | 0-0  | 2-0  | 1-1  |
| Irtyš Omsk              | 0-0  | 3-2  | 0-0  | 2-1  | 1-1  | 0-0  | 1-0  | 1-0  | 1-1  | 0-1  | 3-0  | 0-1  | 2-0  | 1-1  | –––– | 1-1  | 3-1  | 3-2  |
| Zvezda Perm             | 0-2  | 0-2  | 2-2  | 3-2  | 0-0  | 2-2  | 0-0  | 1-1  | 0-1  | 2-0  | 1-0  | 1-2  | 1-0  | 1-2  | 2-0  | –––– | 1-0  | 1-0  |
| Vostok Ust'-Kamenogorsk | 2-3  | 0-3  | 0-2  | 0-3  | 1-1  | 3-1  | 1-0  | 2-3  | 2-0  | 0-2  | 2-2  | 1-0  | 3-1  | 2-0  | 0-0  | 2-0  | –––– | 2-0  |
| Neftyanik Fergana       | 1-2  | 1-0  | 1-1  | 0-2  | 1-0  | 0-3  | 2-2  | 0-1  | 1-1  | 0-0  | 0-1  | 3-2  | 0-0  | 0-1  | 2-0  | 1-0  | 0-2  | –––– |

## Seconda fase

### Girone 1-3

#### Classifica finale
|  | Pos. | Squadra    | Pt | G | V | N | P | GF | GS | DR |
|  | ---- | ---------- | -- | - | - | - | - | -- | -- | -- |
|  | 1.   | Zarja      | 6  | 4 | 2 | 2 | 0 | 4  | 1  | +3 |
|  | 2.   | Žalgiris   | 5  | 4 | 2 | 1 | 1 | 2  | 2  | +0 |
|  | 3.   | Politotdel | 1  | 4 | 0 | 1 | 3 | 1  | 4  | -3 |

#### Verdetti
- Zarja' promosso in Pervaja Gruppa A 1967.

#### Risultati
|                  | Zar  | ŽaV  | Pol  |
| ---------------- | ---- | ---- | ---- |
| Zarja            | –––– | 2-0  | 1-0  |
| Žalgiris Vilnius | 0-0  | –––– | 1-0  |
| Politotdel       | 1-1  | 0-1  | –––– |

### Girone 4-6

#### Classifica finale
| Pos. | Squadra             | Pt | G | V | N | P | GF | GS | DR |
| ---- | ------------------- | -- | - | - | - | - | -- | -- | -- |
| 4.   | Shahter Qaraǵandy   | 5  | 4 | 1 | 3 | 0 | 3  | 2  | +1 |
| 5.   | Tekstilščik Ivanovo | 4  | 4 | 1 | 2 | 1 | 1  | 4  | -3 |
| 6.   | SKA Kiev            | 3  | 4 | 1 | 1 | 2 | 6  | 4  | +2 |

#### Risultati
|                     | ŞaQ  | TeI  | SKK  |
| ------------------- | ---- | ---- | ---- |
| Şaxter Qarağandı    | –––– | 0-0  | 0-0  |
| Tekstilščik Ivanovo | 0-0  | –––– | 1-0  |
| SKA Kiev            | 2-3  | 4-0  | –––– |